# Salvatore Rotolo
Salvatore Rotolo SDB (* 8. Juli 1881 in Scanno, Provinz L’Aquila, Italien; † 20. Oktober 1969) war ein italienischer Ordenspriester und römisch-katholischer Bischof.

## Leben
Er trat in die Ordensgemeinschaft der Salesianer Don Boscos ein und wurde am 10. August 1905 zum Priester geweiht. 
Von 1937 bis 1948 war er zunächst Weihbischof im Bistum Velletri und Titularbischof von Nazianzus. Dann wurde er zum Prälat von Altamura-Acquaviva delle Fonti ernannt und blieb dies bis zur Emeritierung 1962.